# Émalleville
Émalleville är en kommun i departementet Eure i regionen Normandie i norra Frankrike. Kommunen ligger i kantonen Évreux-Nord som tillhör arrondissementet Évreux. År 2022 hade Émalleville 465 invånare.

## Befolkningsutveckling
Antalet invånare i kommunen Émalleville
Referens:INSEE